# Revolução Mongol de 1921
A Revolução Mongol de 1921 (ou Revolução de Popular de 1921 e Revolução Mongol Exterior de 1921) foi um evento militar e político pelo qual os revolucionários mongóis, com a ajuda do Exército Vermelho Soviético, expulsaram os Guardas Brancos Russos do país e fundaram a República Popular da Mongólia em 1924. Embora nominalmente independente, a República Popular da Mongólia foi um estado satélite da União Soviética até à terceira revolução mongol em Janeiro de 1990. A revolução também pôs fim à ocupação da Mongólia pelo governo chinês de Beiyang, iniciada em 1919. O nome oficial mongol da revolução é "Revolução Popular de 1921" ou simplesmente "Revolução Popular" (em mongol:  Ардын хувьсгал / Ardyn khuvisgal).

## Prelúdio

### Revolução Mongol de 1911
Durante cerca de três séculos, a Dinastia Qing impôs - embora com sucesso misto - uma política de segregação dos povos não-Han na fronteira do povo Han. No final do século XIX, porém, a China enfrentou a perspectiva de ser dividida entre as potências ocidentais e o Japão, cada uma competindo pela sua própria esfera de influência no país. Na fronteira norte, o Império Russo era visto pela corte Qing como representando a maior ameaça à sua integridade territorial. Em resposta, o governo Qing adotou uma política diferente, a "Nova Administração" ou "Novas Políticas" (Xin zheng), que apelava à sinificação da Mongólia através da colonização Han, a exploração dos recursos naturais da Mongólia (mineração, madeira, pesca), treinamento militar e educação. 
Muitos mongóis consideravam as "Novas Políticas" uma grande ameaça ao seu modo de vida tradicional, conforme foi acordado que seria preservado quando reconheceram a autoridade dos imperadores Qing e começaram a buscar a independência. Em julho de 1911, um grupo de nobres Calcas persuadiu Jebtsundamba Khutuktu, o chefe do budismo mongol, que a Mongólia deveria declarar a sua independência da dinastia Qing. Concordaram em enviar uma pequena delegação à Rússia para obter a sua assistência neste empreendimento.
Em Outubro de 1911, eclodiu a Revolução Xinhai, com uma província após outra declarando a sua independência do governo Qing. Em 1 de dezembro de 1911, a Mongólia Exterior declarou independência e estabeleceu uma teocracia sob o comando de Khutuktu. Em 29 de dezembro ele foi empossado como Bogd Cã (Grande Khan ou Imperador) da Mongólia.  Isso marcou o início do Canato da Mongólia, que durou de 1911 a 1919.

### Bogd Cã

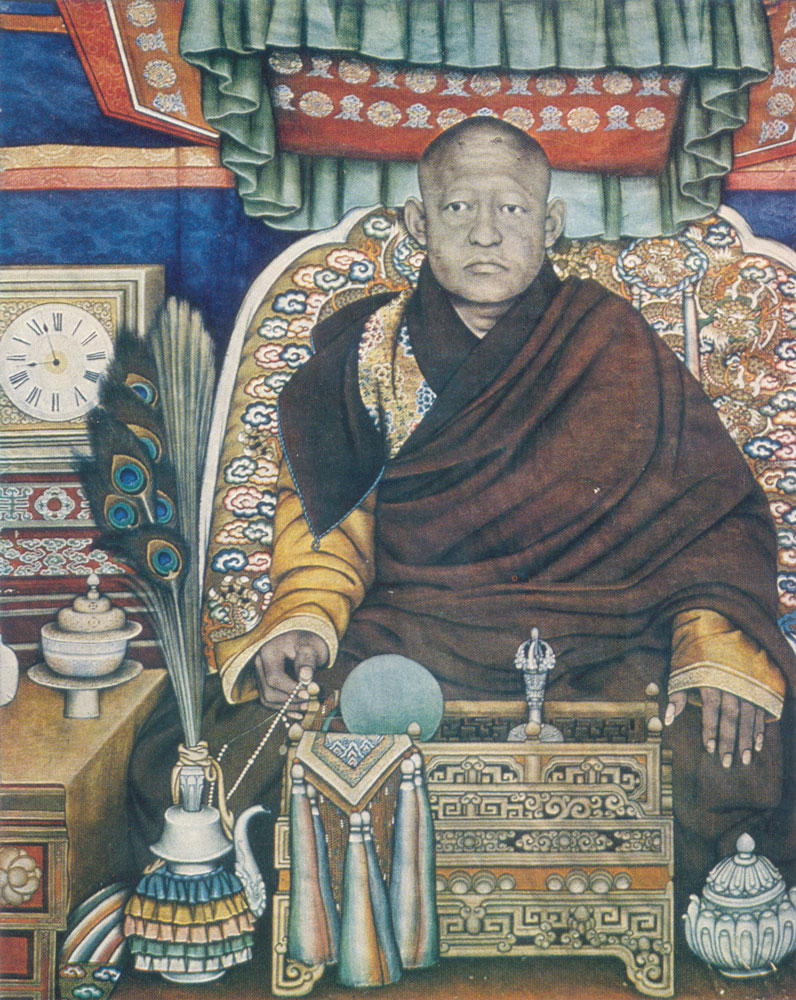
O Bogd Cã

O novo governo mongol foi uma fusão da teocracia budista, dos usos imperiais Qing e das práticas políticas ocidentais do século XX. O Bogd Khan assumiu os mesmos poderes – simbólicos e reais – dos imperadores Qing no passado. Ele adotou um título de reinado, "Elevado por Muitos"; a nobreza mongol agora devia seu tributo a ele, e não ao imperador Qing; e o Bogd Khan assumiu o direito de conferir aos nobres leigos suas posições e selos de cargo. Este novo estado também reflectiu o desejo dos mongóis de transformar o seu país num estado moderno – formaram um parlamento nacional composto por duas câmaras, um governo com cinco ministérios e um exército nacional. 
O establishment religioso budista descobriu novas oportunidades de ganho político e lucro financeiro. Apesar da presença de um governo estadual, o verdadeiro poder estava na corte de Bogd Khan. O estabelecimento religioso apropriou-se das receitas para os seus próprios fins. Por exemplo, ampliou as suas participações financeiras transferindo para o estado religioso (Ikh shav') pastores ricos que tradicionalmente deviam os seus serviços e impostos a príncipes leigos. Existe um equívoco comum de que, ao longo do tempo, a ganância do establishment religioso budista descontentou tanto a nobreza leiga que esta veio a rejeitar os próprios princípios da teocracia sobre os quais o novo país tinha sido fundado.  De acordo com fontes mongóis e russas, a sociedade mongol estava geralmente satisfeita com a teocracia, mas havia opiniões diferentes sobre o desenvolvimento futuro do país. 
Na frente diplomática, os mongóis trabalharam incansavelmente entre 1912 e 1915 para ganhar o reconhecimento internacional de um novo Estado pan-mongol que incluiria a Mongólia Interior, a Mongólia Ocidental, a Alta Mongólia, Barga e Tannu Uriankhai. A República da China, por seu lado, fez tudo o que pôde para restabelecer a soberania chinesa sobre o país. A Rússia recusou-se a apoiar a independência total da Mongólia; nem concordaria com a restauração da soberania chinesa. A questão foi resolvida em 1915 pelo Tratado tripartido de Kyakhta (1915), que previa a autonomia da Mongólia dentro do Estado chinês e proibia a China de enviar tropas para a Mongólia. Tanto os chineses como os mongóis consideraram o tratado igualmente insatisfatório, embora por razões diferentes.

## Abolição da autonomia
A eclosão da Revolução Russa em 1917 e a Guerra Civil Russa um ano depois mudaram a dinâmica mongol-chinesa. Em resposta aos rumores de uma iminente invasão bolchevique, os mongóis, muito relutantemente e somente após muito incentivo do alto comissário chinês Chen Yi em Urga (atual Ulaanbaatar), solicitaram no verão de 1918 assistência militar da China (aproximadamente 200 a 250 soldados). chegou em setembro). A invasão de fato não ocorreu e por isso o governo de Bogd Khan solicitou que as tropas fossem retiradas. O governo de Pequim recusou, vendo esta violação do Tratado de Kyakhta como o primeiro passo para restaurar a soberania chinesa sobre a Mongólia. 
No início de 1919, Grigori Semyonov, um general da Guarda Branca, reuniu um grupo de buriates e mongóis interiores na Sibéria para a formação de um estado pan-mongol. Os Calcas foram convidados a aderir, mas recusaram. Semyonov ameaçou uma invasão para forçá-los a participar. Esta ameaça galvanizou os príncipes leigos, que agora viam uma oportunidade maior: o fim do governo teocrático. Em Agosto, o Ministro dos Negócios Estrangeiros da Mongólia abordou Chen Yi com uma mensagem dos “representantes dos quatro aimags” (isto é, os Khalkhas) com um pedido de assistência militar contra Semyonov. Mais importante, talvez, continha uma declaração de que os Khalkhas eram unânimes no seu desejo de abolir a autonomia e restaurar o anterior sistema Qing.

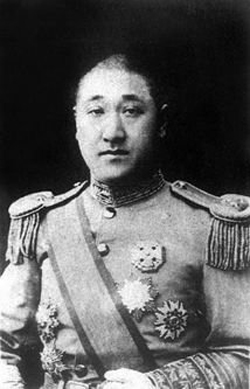
Xu Shuzheng

As negociações, com a participação dos representantes de Bogd Khan, começaram imediatamente. Em outubro, Chen Yi e os príncipes mongóis concordaram com um conjunto de condições, os "Sessenta e quatro pontos", recriando efetivamente o sistema político e administrativo. Os “Pontos” foram submetidos ao Parlamento. A câmara alta consentiu com isso; a câmara baixa não.  No entanto, nesta como em todas as outras questões submetidas ao Parlamento no passado, a câmara alta prevaleceu. Chen Yi enviou o projeto dos artigos a Pequim. O Bogd Khan despachou uma delegação de lamas para Pequim com uma carta afirmando que o povo da Mongólia não queria abolir a autonomia. Ele escreveu que tudo isso foi uma invenção de Chen Yi e pediu que Chen fosse chamado de volta.  No entanto, o governo chinês não estava interessado em argumentos esotéricos sobre a existência ou não de consenso na Mongólia para a abolição da autonomia. Os "Pontos" foram submetidos à Assembleia Nacional Chinesa, que os aprovou em 28 de outubro. 
Os acontecimentos políticos que então se desenrolavam na China alterariam fundamentalmente a história da Mongólia. O governo de Pequim era controlado por um grupo de senhores da guerra apelidados de “camarilha de Anhui”, liderados por Duan Qirui . O governo foi alvo de severas críticas públicas pelo seu fracasso, na Conferência de Paz de Paris, em obter uma solução justa para o problema de Shandong. Houve críticas também ao "exército de participação na guerra" de Duan, que aparentemente foi formado para servir na Europa na Primeira Guerra Mundial, mas na verdade foi usado para manter o controle interno de Duan. Para desviar as críticas, ele simplesmente rebatizou seu escritório de "Bureau of Frontier Defense" e seu exército de "Exército de Defesa de Fronteira". Em junho de 1919, Xu Shuzheng, um membro proeminente da camarilha de Duan, foi nomeado "Comissário da Fronteira Noroeste", tornando-o o oficial militar e civil chinês sênior da Mongólia Exterior. 
Anteriormente, em Abril, Xu tinha apresentado ao governo de Pequim um plano para a reconstrução social e económica total da Mongólia, propondo, entre outras coisas, que a colonização chinesa e os casamentos mistos entre chineses e mongóis fossem encorajados, a fim de "transformar os costumes dos mongóis".  Em suma, Xu parecia querer nada menos do que a total sinificação da Mongólia sob a sua autoridade.

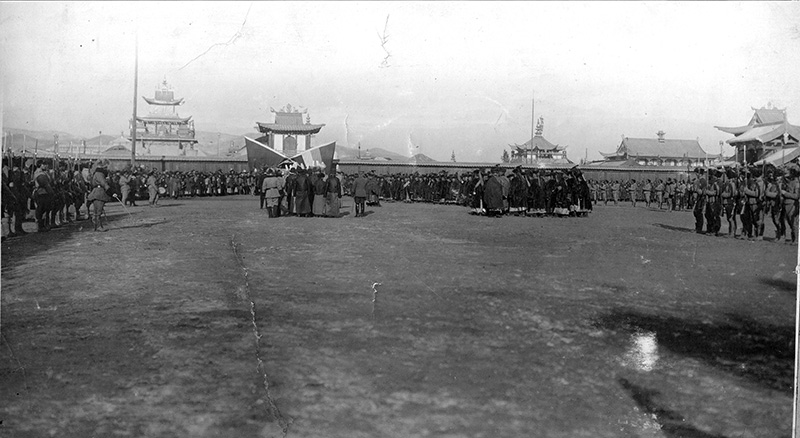
Cerimônia que marca a abolição da autonomia da Mongólia em 1920

Os Sessenta e Quatro Pontos de Chen Yi, que garantiam à Mongólia uma espécie de autonomia, teriam obrigado Xu a abandonar os seus planos. Isto pode explicar o momento da sua intervenção pessoal. Xu chegou a Urga em outubro acompanhado por um contingente militar. Ele informou Chen que os Sessenta e Quatro Pontos teriam de ser renegociados com base num novo conjunto de propostas, os seus "Oito Artigos", que apelavam ao aumento da população (presumivelmente através da colonização chinesa) e ao desenvolvimento económico. Xu apresentou os artigos ao Bogd Khan com a ameaça de que a recusa em ratificá-los resultaria em sua deportação. O Bogd Khan apresentou os artigos ao Parlamento mongol. Como antes, a câmara alta os aceitou, enquanto a câmara baixa não; alguns membros da câmara baixa até ameaçaram expulsar Xu à força. Lamas resistiu acima de tudo aos planos de Xu. Mas, novamente, a Câmara Alta prevaleceu.  Em 17 de novembro de 1919, Xu aceitou uma petição – assinada pelos ministros e vice-ministros, mas não pelo próprio Bogd Khan – pela abolição da autonomia. 
Xu retornou a Pequim, onde recebeu boas-vindas de herói organizadas pela camarilha de Anhui. Em dezembro, ele estava de volta a Urga para organizar uma cerimônia formal de transferência de autoridade: soldados estavam alinhados em ambos os lados da estrada para o palácio de Bogd Khan; o retrato do Presidente da China estava pendurado num palanquim; Seguiu-se a bandeira da república chinesa, e depois dela uma banda marcial. Os mongóis foram obrigados a prostrar-se repetidamente diante destes símbolos da soberania chinesa.  Naquela noite, alguns pastores e lamas mongóis reuniram-se em frente ao palácio e arrancaram as bandeiras da República Chinesa penduradas no portão. 

## Resistência

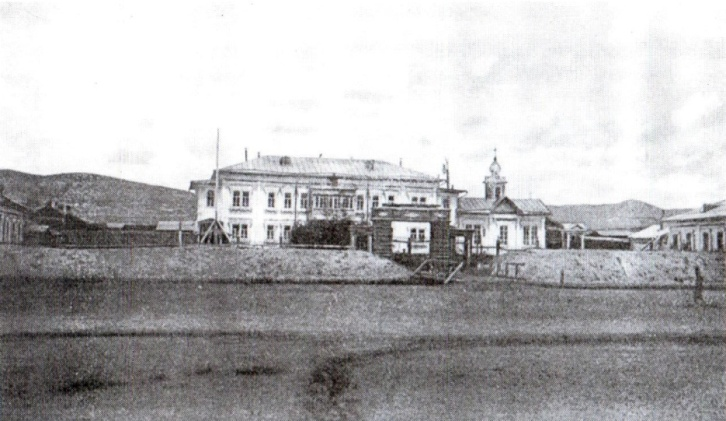
O Consulado Russo em Niislel Hüree, onde Bodoo ensinou e chefiou o grupo Consular Hill

Entre 1919 e o início de 1920, alguns mongóis formaram o que mais tarde ficou conhecido como os grupos "Colina Consular" (Konsulyn denj) e Urga Oriental ( Züün khüree).  Este foi o início da resistência a Xu e da abolição da autonomia.
O primeiro grupo deveu sua existência principalmente a Dogsomyn Bodoo (1885–1922), um lama altamente educado de 35 anos que trabalhou no Consulado Russo em Urga durante a era Bogd Khan. Compartilhando uma yurt com Bodoo estava Khorloogiin Choibalsan (1895–1953), mais tarde conhecido como o "Stalin da Mongólia". Um certo Mikhail Kucherenko, tipógrafo da gráfica russo-mongol e membro da resistência bolchevique em Urga, visitava ocasionalmente Bodoo e Choibalsan; as conversas, sem dúvida, giraram em torno da revolução russa e da situação política na Mongólia. Com o tempo, outros mongóis juntaram-se a Bodoo e Choibalsan nas discussões sobre a abolição da autonomia e o fracasso dos príncipes mongóis e dos lamas seniores em oferecer uma resistência eficaz aos chineses. 
Os líderes do grupo East Urga eram Soliin Danzan (1885–1924), um funcionário do Ministério das Finanças, e Dansranbilegiin Dogsom (1884–1939), um funcionário do Ministério do Exército. Outro membro, embora menos proeminente na época, foi Damdin Sükhbaatar (1893–1923), um soldado do exército mongol que, após sua morte, foi canonizado pelos historiadores comunistas como o "Lênin da Mongólia". O início do grupo East Urga pode ser atribuído a meados de novembro de 1919, quando vários dos membros mais militantes da câmara baixa do Parlamento mongol, incluindo Danzan e Dogson, reuniram-se secretamente na primeira noite após a sua dissolução por Xu Shuzheng, e resolveu resistir aos chineses. Duas vezes eles abordaram Bogd Khan para obter seu apoio à resistência armada; duas vezes o Khan aconselhou paciência. O grupo conspirou para confiscar o arsenal do exército mongol e assassinar Xu Shuzheng; no entanto, a colocação de guardas chineses no arsenal e um itinerário de viagem revisto para Xu frustraram ambos os planos. 

## Formação do Partido Popular da Mongólia
Os expatriados russos em Urga elegeram uma "Duma Municipal" revolucionária, chefiada por simpatizantes bolcheviques, que souberam da existência do grupo Consular Hill. No início de março de 1920, a Duma enviou um de seus membros, I. Sorokovikov, para Irkutsk. Decidiu que ele também deveria levar consigo um relatório sobre esses mongóis. Sorokovikov reuniu-se com representantes dos dois grupos. Ao regressar a Urga em Junho, encontrou-se novamente com eles, prometendo que o governo soviético forneceria "assistência de todos os tipos" aos "trabalhadores" mongóis. Ele os convidou a enviar representantes à Rússia para futuras discussões. 
Um novo sentido de determinação animava agora ambos os grupos. Tinham mantido uma distância cautelosa um do outro, talvez devido às suas agendas diferentes – o grupo Consular Hill defendia um programa social bastante progressista, enquanto o grupo East Urga era mais nacionalista nos seus objectivos – e tinha havido pouca cooperação entre os dois. O convite soviético mudou isso. Os dois grupos se reuniram em 25 de junho e formaram o "Partido Popular da Mongólia" (mais tarde renomeado como Partido Revolucionário do Povo Mongol), adotaram um "Juramento do Partido" e concordaram em enviar Danzan e Choibalsan como delegados à Rússia. 
Danzan e Choibalsan chegaram a Verkhneudinsk, capital da República pró-soviética do Extremo Oriente, na primeira quinzena de julho. Eles se reuniram com Boris Shumyatsky, então chefe interino do governo. Shumyatsky sabia pouco sobre eles e durante três semanas evitou as suas exigências de uma rápida decisão soviética sobre fornecer ou não assistência militar aos mongóis contra os chineses. Finalmente, talvez por sugestão de Shumyatsky, enviaram um telegrama aos membros do MPP em Urga com uma mensagem codificada de que deveriam obter uma carta, carimbada com o selo de Bogd Khan, solicitando formalmente assistência soviética. O MPP conseguiu obter uma carta do tribunal do Khan, embora com dificuldade. Cinco membros do Partido – D. Losol, Dambyn Chagdarjav, Dogsom, L. Dendev e Sükhbaatar – trouxeram-no para Verkhneudinsk. Quando os sete homens se encontraram com Shumyatsky, ele lhes disse que não tinha autoridade para tomar uma decisão sobre o pedido deles; eles devem ir para Irkutsk. 
Ao chegar a Irkutsk em agosto, os mongóis encontraram-se com o chefe do que mais tarde seria reorganizado como Secretariado do Extremo Oriente da Internacional Comunista (Comintern) e explicaram que precisavam de instrutores militares, 10.000 rifles, canhões, metralhadoras e dinheiro. Foi-lhes dito que deveriam redigir uma nova carta, desta vez em nome do Partido, e não de Bogd Khan, declarando os seus objectivos e pedidos. Tal petição teria de ser considerada pelo Comitê Revolucionário Siberiano em Omsk. 

Os mongóis dividiram-se em três grupos: Danzan, Losol e Dendev partiram para Omsk; Bodoo e Dogsom voltaram para Urga, onde deveriam aumentar o número de membros do partido e formar um exército; Sükhbaatar e Choibalsan seguiram para Irkutsk para servir como elo de comunicação entre os outros. Antes de se separar, o grupo elaborou um novo apelo com uma mensagem mais revolucionária: a nobreza mongol seria despojada do seu poder hereditário, para ser substituída por um governo democrático liderado por Bogd Khaan como um monarca limitado. O documento também continha um pedido de assistência militar imediata. 

Revolucionários Mongóis
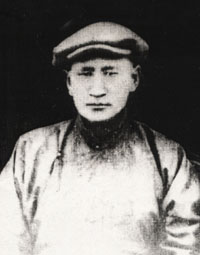
Dogsomyn Bodoo
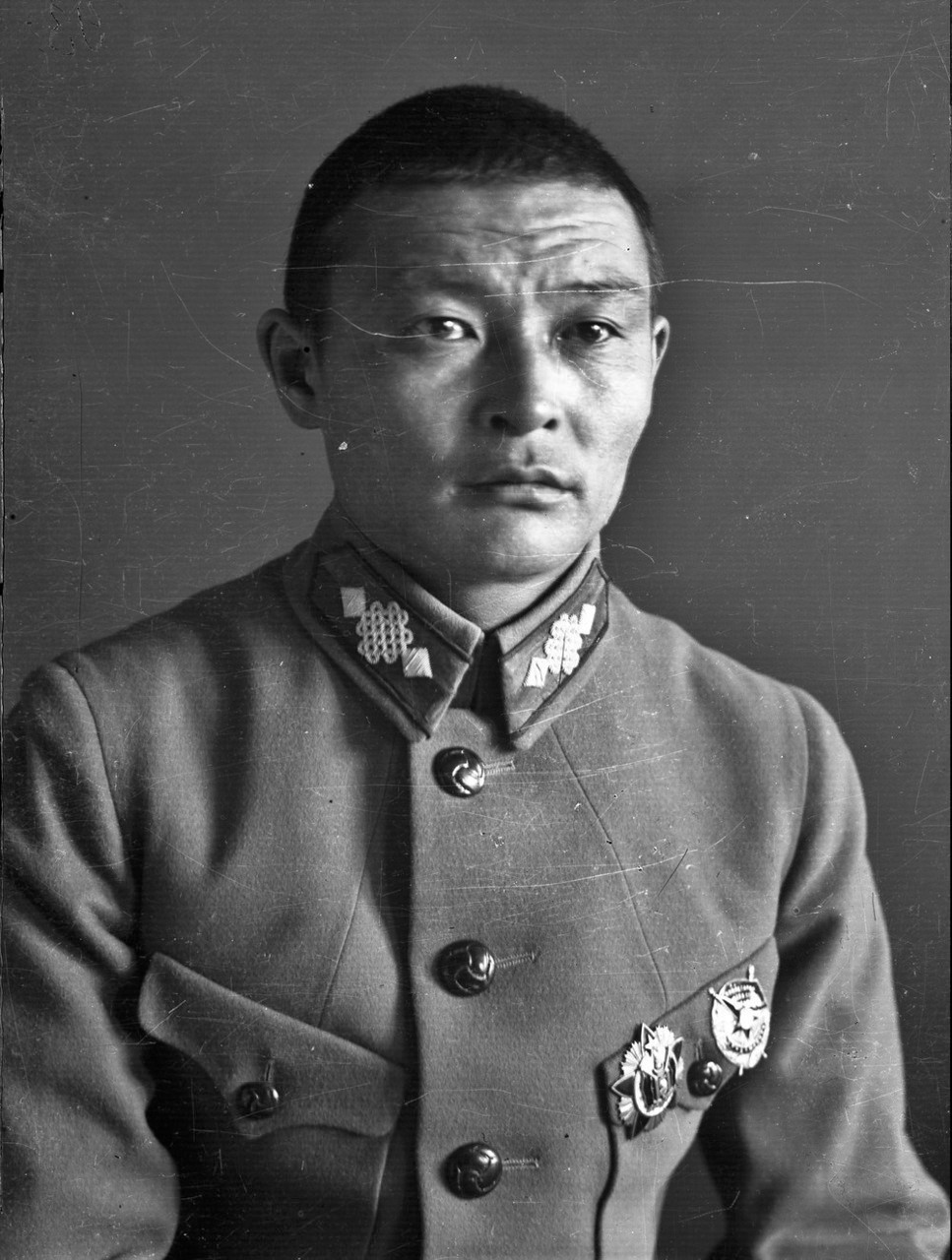
Khorloogiin Choibalsan
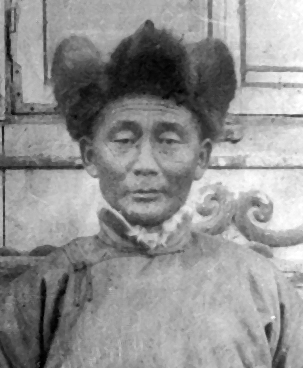
Soliin Danzan
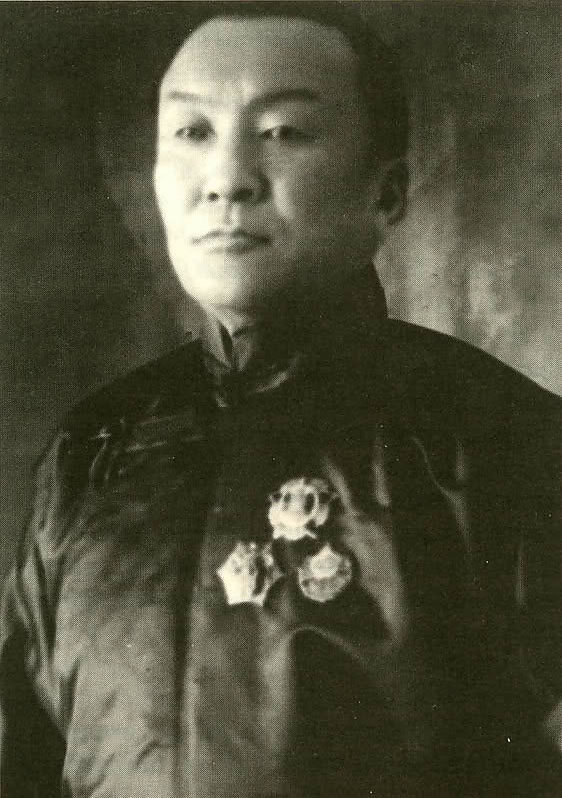
Dansranbilegiin Dogsom
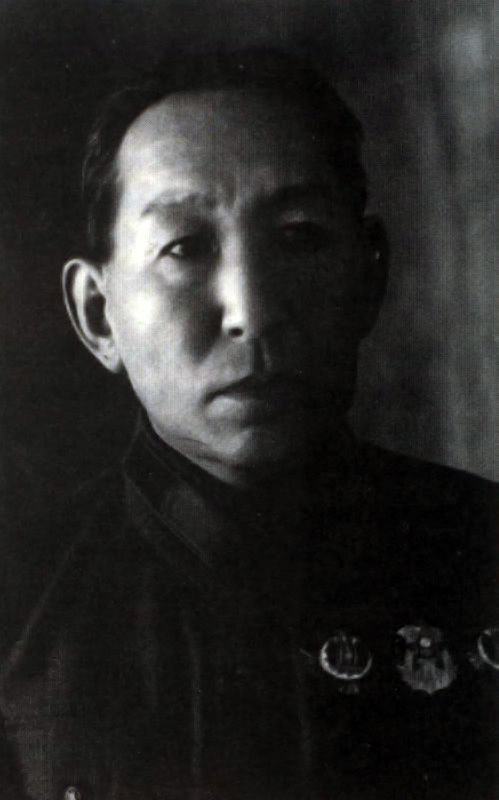
Darizavyn Losol
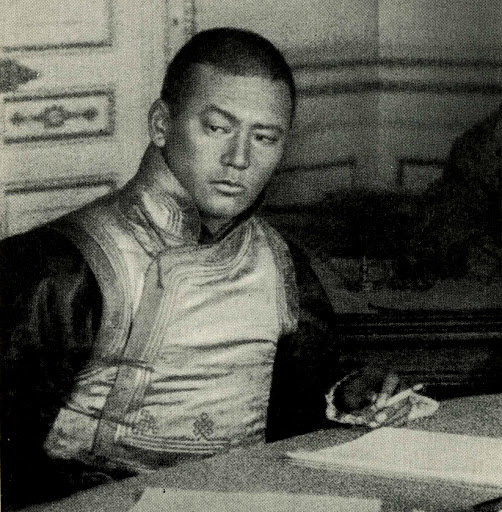
Damdin Sükhbaatar

## Ungern-Sternberg

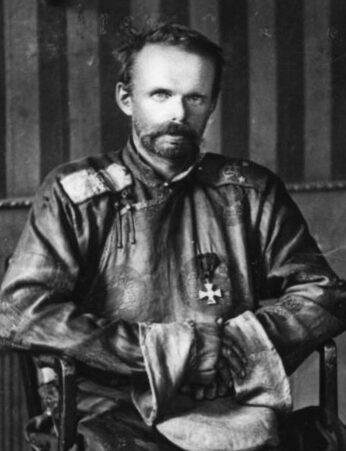
Roman von Ungern-Sternberg

Após várias reuniões com as autoridades soviéticas em Omsk, a delegação mongol foi informada de que um assunto tão importante só poderia ser decidido em Moscovo. Danzan e seus compatriotas partiram para Moscou, chegando em meados de setembro. Durante mais de um mês reuniram-se frequentemente, mas de forma inconclusiva, com responsáveis soviéticos e do Comintern.
Uma invasão da Mongólia pela Guarda Branca sob o comando do Barão Roman von Ungern-Sternberg, entretanto, forçou o governo soviético a agir. Do final de outubro ao início de novembro de 1920, cerca de 1.000 soldados sob seu comando sitiaram a guarnição chinesa em Urga, totalizando cerca de 7.000. Em 10 ou 11 de novembro, os três mongóis foram convocados às pressas para uma reunião com as autoridades soviéticas. Foi-lhes dito que o Partido receberia todas as armas de que necessitava, mas que deveriam regressar rapidamente à Mongólia, aumentar o número de membros do Partido e formar um exército.  Ao mesmo tempo, Moscou ordenou que o Quinto Exército Vermelho soviético cruzasse a fronteira com a Mongólia e destruísse o exército de von Ungern-Sternberg. 
A guarnição chinesa em Urga, entretanto, repeliu com sucesso o ataque de von Ungern-Sternberg. Isto alterou a estratégia soviética. O exército da República do Extremo Oriente já estava exausto. Apenas o Quinto Exército dos Vermelhos restou na frente oriental, e já no final de 1920 muitas das suas unidades mais experientes tinham sido desmobilizadas, ou enviadas para o oeste para lutar na Polônia, ou designadas para a frente trabalhista, onde eram necessárias para reparar a gravemente danificada economia siberiana.  Assim, quando os chineses repeliram von Ungern-Sternberg, os soviéticos, em 28 de Novembro, retiraram a sua ordem de invasão. 
No entanto, von Ungern-Sternberg lançou um segundo ataque no início de fevereiro de 1921. Desta vez ele teve sucesso. Soldados e civis chineses fugiram da cidade em pânico. Com a queda de Urga, as administrações chinesas e as guarnições militares em Uliastai e Khovd partiram rapidamente para Xinjiang. O Bogd Khan foi restaurado como monarca mongol por von Ungern-Sternberg. O Bogd Khan e seu governo também foram restaurados e uma cerimônia solene realizada em 22 de fevereiro.

## Crescimento do Partido Popular da Mongólia

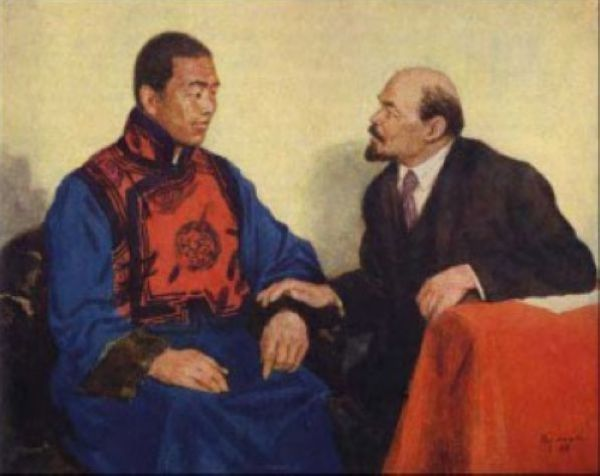
Sükhbaatar encontra-se com Lenin, um cartaz dos bolcheviques

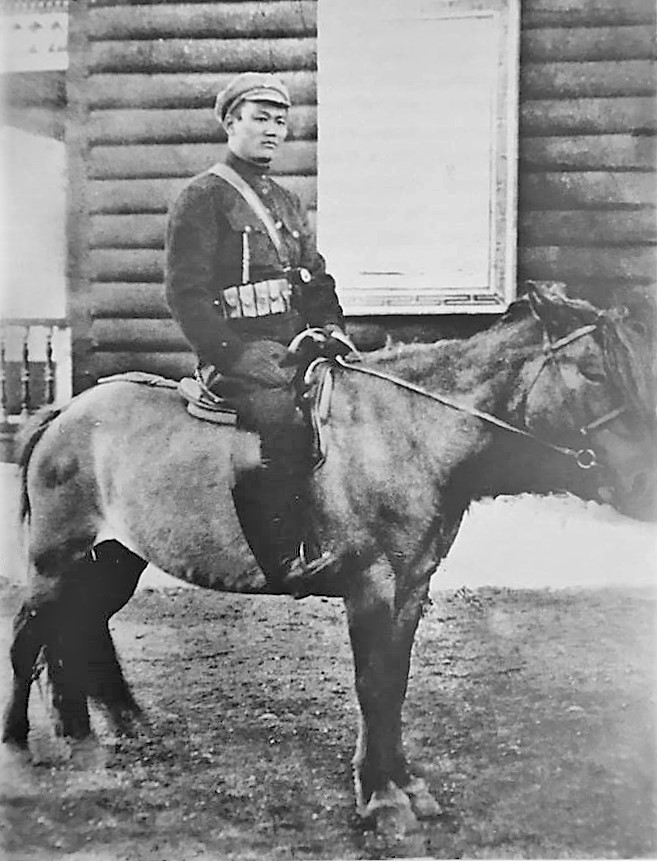
Damdin Sükhbaatar em Troitskosavsk

A notícia da tomada de Urga por von Ungern-Sternberg influenciou novamente os planos soviéticos. Uma sessão plenária do Comintern em Irkutsk, em 10 de Fevereiro, aprovou uma resolução formal para ajudar a "luta do povo mongol pela libertação e independência com dinheiro, armas e instrutores militares".  Com o apoio soviético, o MPP era agora um sério candidato ao poder. O Partido, até então bastante amorfo e pouco ligado, necessitava de uma melhor definição organizacional e ideológica. Uma conferência do partido (posteriormente considerada o primeiro congresso do Partido Revolucionário do Povo Mongol) reuniu-se secretamente de 1 a 3 de março em Kyakhta. A primeira sessão contou com a participação de 17 pessoas, a segunda, de 26. O Partido aprovou a criação de um estado-maior de comando do exército liderado por Sükhbaatar com dois conselheiros russos, elegeu um comité central presidido por Danzan com um representante do Comintern e adoptou um manifesto do partido composto pelo progressista Buryat Jamsrangiin Tseveen.  Em 13 de março, foi formado um governo provisório de sete homens, que logo seria chefiado por Bodoo. Em 18 de março, o exército guerrilheiro mongol, com as suas fileiras agora aumentadas para 400 através de recrutamento e conscrição, capturou a guarnição chinesa em Kyakhta Maimaicheng (a porção chinesa de Kyakhta). Uma nova confiança animava agora o Partido. Emitiu uma proclamação anunciando a formação do governo, a expulsão dos chineses e a promessa de convocar um congresso de “representantes das massas” para eleger um governo permanente.  Seguiu-se uma espécie de guerra de propaganda entre o governo provisório e a corte de Bogd Khaan: o Partido saturou a fronteira norte com panfletos instando as pessoas a pegar em armas contra os Guardas Brancos; o governo legal do governo Bogd Khaan bombardeou a mesma área com avisos de que estes revolucionários tinham a intenção de destruir o estado mongol e destruir os próprios fundamentos da fé budista. 
O novo governo soviético estava ansioso por estabelecer relações diplomáticas com a China. Tinha enviado um representante a Pequim; o governo chinês retribuiu com o seu próprio a Moscou. Talvez a principal razão pela qual os soviéticos hesitaram em ajudar os mongóis demasiado abertamente foi o receio de prejudicar essas negociações. Mas no início de 1921, quaisquer restrições que existissem ao apoio soviético aberto à Mongólia tinham terminado: a China suspendeu as conversações com o governo soviético em Janeiro de 1921; o governo chinês parecia incapaz de lidar com von Ungern-Sternberg; e no início de Março recusou a assistência militar soviética contra os Guardas Brancos. Foi então que os russos se comprometeram firmemente com a revolução mongol. 
A expressão material deste compromisso foi um aumento no fluxo de conselheiros soviéticos e de armas em Março para o MPP. Em março e abril, unidades soviéticas e republicanas do Extremo Oriente foram transferidas para Kyakhta, enquanto os mongóis duplicaram o número dos seus guerrilheiros para 800. As forças de Von Ungern-Sternberg atacaram Kyakhta no início de junho. Ele encontrou um corpo de tropas do Exército Vermelho várias vezes maior que o seu, e os Guardas Brancos foram repelidos com pesadas perdas. Em 28 de junho, o principal corpo expedicionário soviético cruzou a fronteira com a Mongólia e, em 6 de julho, as primeiras unidades mongóis e russas entraram em Urga. Anteriormente, era apenas afirmado de forma geral em relação ao Barão Ungern Sternberg que as tropas mongóis/comunistas mongóis o haviam derrotado e executado, aparentemente devidamente por seus empalamentos e assassinatos generalizados.
Os revolucionários mongóis começaram a trabalhar imediatamente. Em 9 de Julho, enviaram uma carta à corte de Bogd Khaan, anunciando que o poder estava agora nas mãos do povo: "A desordem que reina actualmente deve-se tanto às deficiências dos líderes [hereditários] como ao facto de que as leis e a situação existentes não correspondem mais ao espírito da época. Tudo, portanto, exceto a religião, estará sujeito a mudanças graduais."  No dia seguinte, o Comité Central do Partido emitiu uma resolução declarando a formação de um novo governo liderado por Bodoo, com Jebtsundamba Khutuktu como monarca limitado. Em 11 de julho, ele foi cerimonialmente empossado no trono da Mongólia.

## Consequências

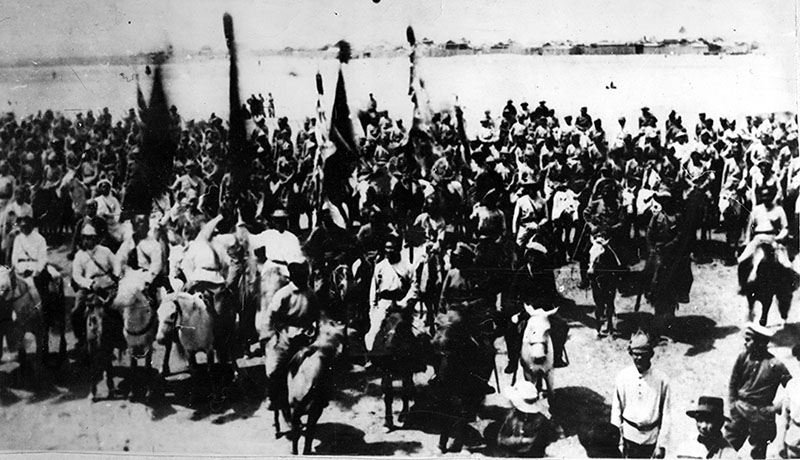
A cavalaria soviética e mongol ocupou Urga em agosto

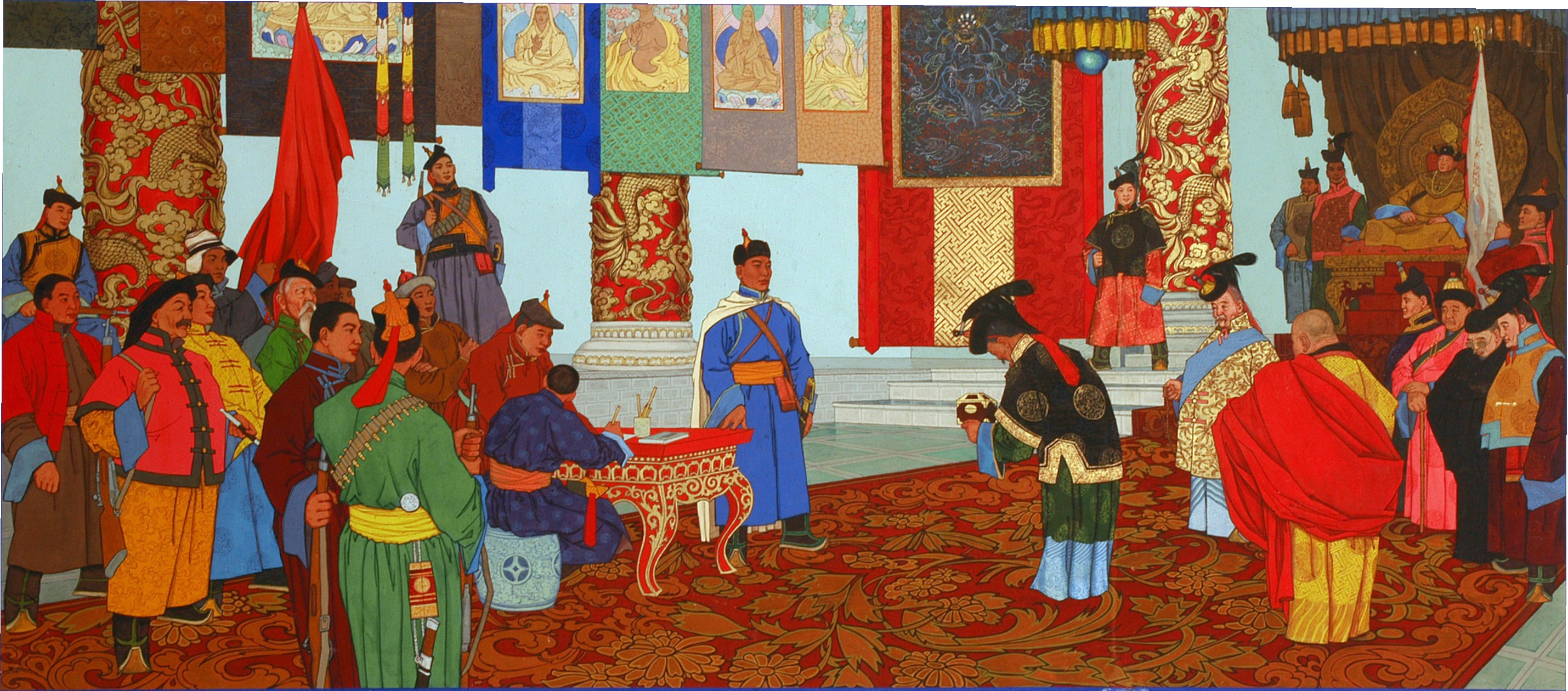
O regime da Mongólia foi transferido para o Partido Popular, liderado por Sükhbaatar (pintura)

O exército de Von Ungern-Sternberg, agora derrotado, começou a desmoronar. Seus homens o abandonaram e ele foi capturado por um destacamento do Exército Vermelho. Os soviéticos o executaram no mesmo ano. A luta então mudou para o oeste da Mongólia e, no final de 1921, os Guardas Brancos foram destruídos ou expulsos.
O governo chinês não ficou indiferente à invasão de von Ungern-Sternberg, nomeando Zhang Zuolin como comandante de um exército expedicionário para lidar com ela. No entanto, a ocupação de Urga pelas forças vermelhas em Julho e a política interna dos senhores da guerra chineses forçaram-no a abandonar os seus planos.  As forças chinesas massacraram a maior parte das 350 forças russas brancas em junho de 1921 sob o comando do coronel Kazagrandi no deserto de Gobi, com apenas dois lotes de 42 homens e 35 homens se rendendo separadamente enquanto os chineses estavam exterminando os remanescentes da Rússia Branca após a derrota do Exército Vermelho Soviético em Ungern Sternberg e outros remanescentes Buryat e Russos Brancos do exército de Ungern-Sternberg foram massacrados pelo Exército Vermelho Soviético e pelas forças Mongóis no mesmo verão. Em Uliastai, os mongóis espancaram os Buryats do Coronel Vangdabov até a morte com cassetetes por serem leais a Ungern-Sternberg. 

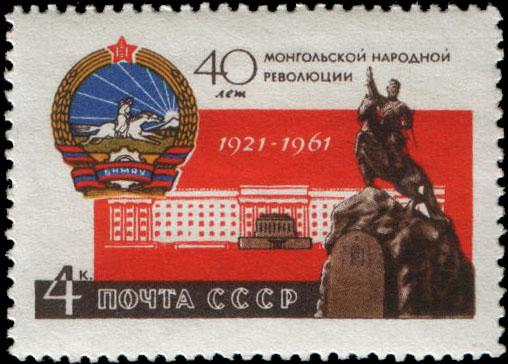
Selo de 1961 marcando o 40º aniversário da Revolução Mongol, com o monumento Sukhe Bator

Na frente diplomática, os soviéticos propuseram aos chineses a convocação de uma conferência tripartida, semelhante à de 1914-15, para discutir a relação da Mongólia com a China. O governo chinês, contudo, encorajado pela perspectiva da expedição de Zhang, respondeu que a Mongólia fazia parte da China e, portanto, não poderia ser objecto de negociações internacionais. Só em 1924 foi concluído um tratado sino-soviético, pelo qual a União Soviética reconheceu a Mongólia como parte integrante da China e concordou em retirar as suas tropas. Apesar do tratado, a morte do Khutuktu naquele mesmo ano proporcionou uma oportunidade para o MPP prescindir totalmente do governo teocrático, e o Partido anunciou o estabelecimento da República Popular da Mongólia. Em 1945, o governo nacionalista chinês reconheceu a plena soberania da República Popular da Mongólia, embora Chiang Kai-shek retirasse esse reconhecimento alguns anos depois.  No entanto, em 2002, a República da China reconheceu a Mongólia como independente. 
Em 21 de maio de 2012, o Conselho de Assuntos do Continente da República da China em Taiwan declarou que a Mongólia Exterior deveria ser considerada um estado independente.  Taiwan, no entanto, continuou a nomear um "Ministro da Comissão de Assuntos Mongóis e Tibetanos" (até 2017  ).